# Artabane
Artabane (fl. VI secolo) è stato un generale bizantino vissuto nel VI secolo.
In un primo momento, dopo essersi rivoltato all'autorità bizantina, era fuggito in Persia ma successivamente passò di nuovo dalla parte bizantina. Servì in Africa, dove ottenne grande fama per aver assassinato il generale ribelle Guntari e aver riportato la provincia sotto il controllo di Giustiniano. Si fidanzò con la nipote di Giustiniano Proietta, ma non la poté sposare per l'opposizione dell'imperatrice Teodora. Richiamato a Costantinopoli, rimase coinvolto in una fallimentare cospirazione per rovesciare Giustiniano nel 548/549, ma non fu punito gravemente. Fu ben presto perdonato e spedito in Italia per combattere la guerra gotica, dove prese parte alla decisiva vittoria bizantina nella battaglia del Volturno (554).

## Biografia
Artabane discendeva dalla dinastia arsacide che regnò sull'Armenia, un ramo della quale all'epoca era riconosciuto come principi locali autonomi nelle periferie orientali dell'Impero romano d'Oriente. Suo padre e un suo fratello si chiamavano Giovanni.
Nel 538/539, Artabane, all'epoca apparentemente ancora giovane, prese parte alla rivolta armena contro Acacio, proconsole della provincia di Armenia I e odiato dalle popolazioni locali per l'imposizione di tasse pesanti e per la sua crudeltà. Fu lo stesso Artabane a uccidere Acacio. Subito dopo, in uno scontro combattuto nei pressi di Oenochalacon tra i ribelli e l'esercito bizantino, il generale bizantino Sitta, inviato da Giustiniano per sedare la rivolta, cadde in battaglia, forse per mano di Artabane (Procopio di Cesarea riporta due versioni discordanti, una che attribuisce la morte di Sitta ad Artabane e un'altra che l'attribuisce a un altro armeno di nome Salomone). Il padre di Artabane tentò di negoziare un accordo con il successore di Sitta, Buze, ma fu assassinato da quest'ultimo. Questo atto costrinse Artabane e i suoi seguaci a implorare aiuto al sovrano della Persia sasanide, Cosroe I (r. 531–579). Dopo essersi rifugiato in territorio persiano, negli anni immediatamente successivi Artabane e i suoi seguaci presero parte alle operazioni militari di Cosroe I contro i Bizantini dalla parte dei Persiani. Intorno al 544, forse nel 542, Artabane, suo fratello Giovanni e altri armeni disertarono tornando dalla parte bizantina.

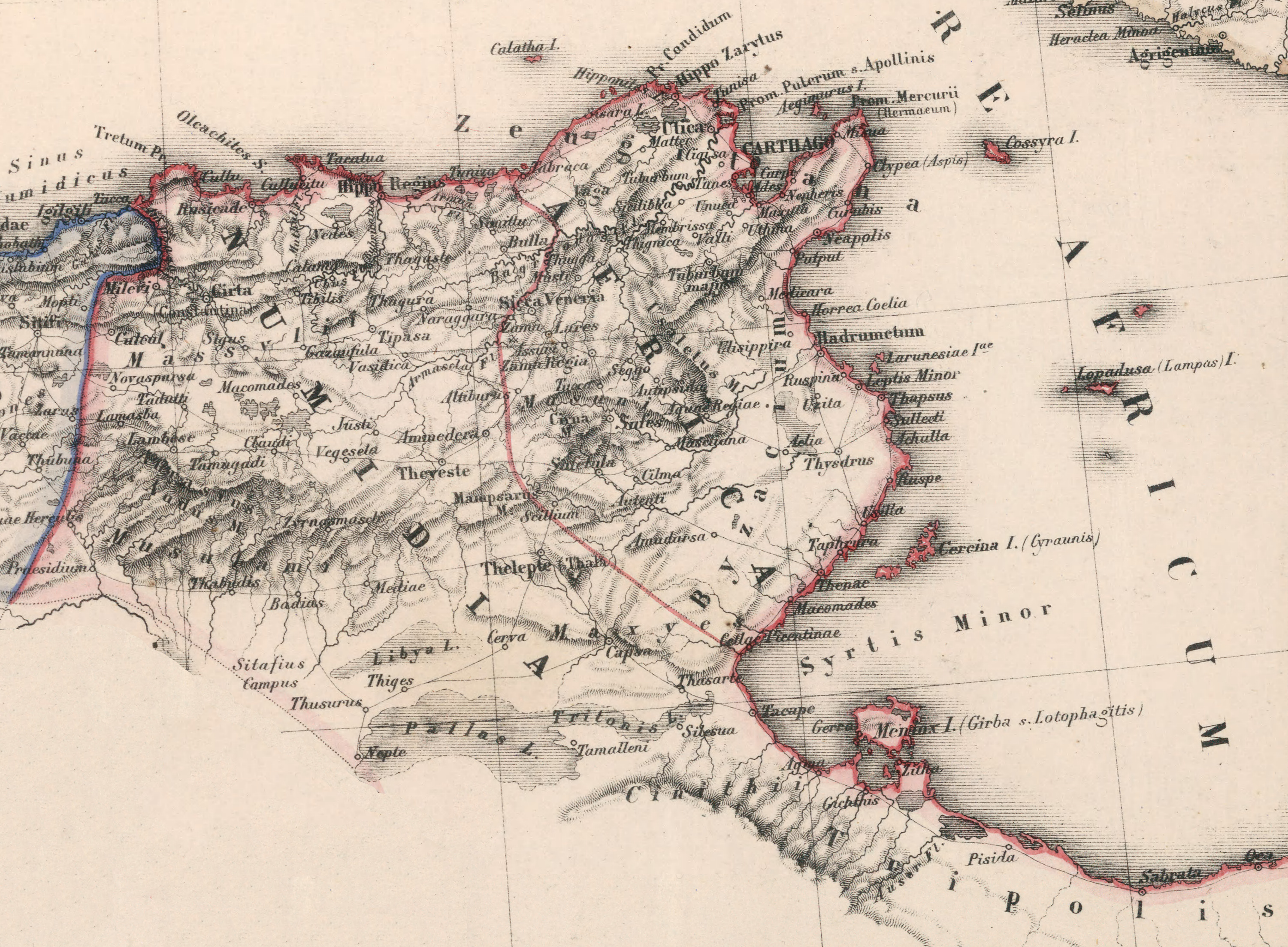
Africa, con le province di Byzacena, Zeugitana e Numidia.

Insieme al fratello, Artabane fu posto al comando di un esiguo contingente armeno e inviato in Africa nella primavera del 545 sotto il comando del senatore Areobindo. In quella regione, i Bizantini erano occupati in una guerra continua contro le tribù maure ribelli. Subito dopo il loro arrivo, Giovanni cadde in battaglia nei pressi di Sicca Veneria contro le tribù ribelli del rinnegato Stotzas. Artabane e i suoi seguaci rimasero leali ad Areobindo nel corso della rivolta del dux Numidiae Guntari verso la fine del 545. Guntari, alleatosi con il capo mauro Antalas, marciò su Cartagine e occupò le porte della città. Su richiesta di Artabane e di altri, Areobindo decise di fronteggiare il ribelle. Lo scontro tra le due armate parve incerto fino alla fuga di Areobindo che cercò riparo in un monastero. Ciò provocò la fuga anche delle truppe a lui fedeli, e la città cadde nelle mani di Guntari.
Areobindo fu assassinato da Guntari, ma Artabane ottenne garanzie della propria incolumità personale e, prestando giuramento, passò al servizio di Guntari. Tuttavia cominciò a tramare in segreto la sua detronizzazione. Subito dopo, ad Artabane fu affidato, insieme a Giovanni e Uliteo, il comando di una spedizione contro i Mauri di Antalas. Marciò verso sud, insieme a un contingente mauro alleato sotto il comando di Cutzinas. Gli uomini di Antalas fuggirono al suo arrivo, ma Artabane non li inseguì e fece marcia indietro. Secondo Procopio, prese in considerazione la possibilità di unirsi con i suoi uomini alla guarnigione imperiale lealista che continuava a resistere a Hadrumetum sotto il comando di Marcenzio, ma decise di fare ritorno a Cartagine per portare avanti il suo piano di assassinare Guntari. Artabane tenne segreto il suo piano per molto tempo, confidandolo solo ai suoi due amici armeni più intimi: persino la sua unità armena di soldati veterani e completamente leali ne rimase all'oscuro fino all'ultimo momento. A contribuire al mantenimento della segretezza del piano contribuì il fatto che, durante la pianificazione e messa in atto della congiura, la comunicazione tra i cospiratori armeni fosse avvenuta nella loro madrelingua, un idioma incomprensibile per gli altri elementi etnici dell'esercito imperiale in Africa.
Al ritorno a Cartagine, giustificò la decisione di ritirarsi insistendo che l'intero esercito fosse necessario per sedare l'insurrezione, e pressò Guntari affinché comandasse egli stesso l'esercito. Allo stesso tempo, cospirò con Gregorio (del quale era zio) e con alcune delle sue guardie del corpo armene per assassinare l'usurpatore (anche se Corippo suggerisce che il vero ideatore del complotto fosse il prefetto del pretorio Atanasio). Alla vigilia della partenza dell'esercito a inizio maggio, Guntari tenne un grande banchetto, nel corso del quale gli armeni di Artabane assalirono le guardie del corpo di Guntari che fu ucciso dallo stesso Artabane.
Questo atto gli garantì grandi onori e fama: Proietta, vedova di Areobindo e nipote di Giustiniano, che Guntari ambiva sposare, lo premiò con una ricca ricompensa, mentre l'imperatore lo confermò magister militum di Africa. Malgrado fosse già sposato con una sua parente, Artabane riuscì a fidanzarsi con Proietta. La spedì a Costantinopoli e fece egli stesso richiesta a Giustiniano, zio della fidanzata, affinché fosse richiamato dall'Africa in modo da sposarla.

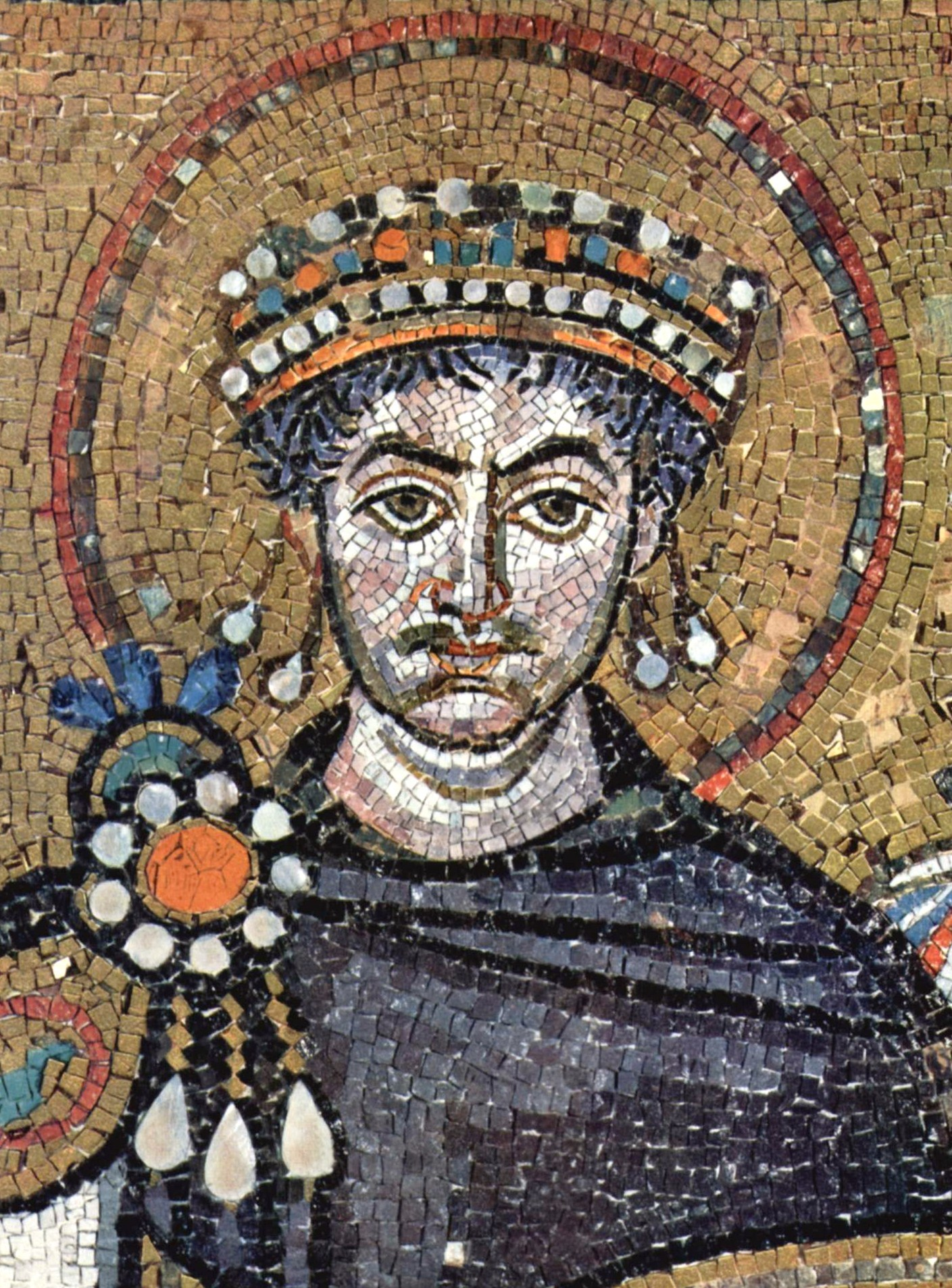
L'imperatore Giustiniano I (r. 527–565).

Ben presto Artabane fu richiamato a Costantinopoli, sostituito in Africa da Giovanni Troglita. Fu accolto con grandi onori da Giustiniano, venendo nominato magister militum praesentalis, comes foederatorum e console onorario. Malgrado gli onori ricevuti e la grande popolarità, tuttavia, la sua ambizione di sposare Proietta fu frustrata dall'intervento di sua moglie che si recò personalmente nella capitale per esporre il suo caso all'imperatrice Teodora. L'imperatrice costrinse Artabane a tornare con sua moglie, e fu solo in seguito alla morte di Teodora nel 548 che il generale armeno riuscì a ottenere il divorzio. Tuttavia, Proietta si era nel frattempo già risposata.
Irritato per questi sviluppi, immediatamente dopo la morte di Teodora (fine del 548/inizio del 549) rimase coinvolto nel cosiddetto "complotto armeno" o "cospirazione di Artabane". Il vero istigatore, tuttavia, fu un suo parente, di nome Arsace, che propose di assassinare Giustiniano e di innalzare al suo posto al trono Germano, cugino del sovrano. I cospiratori ritenevano che Germano sarebbe stato favorevole ai loro piani, dal momento che era entrato in conflitto con Giustiniano per la questione del testamento di suo fratello (da poco deceduto) Boraide, che aveva inizialmente nominato Germano come il principale erede a scapito della figlia unica. I cospiratori avvicinarono per primo il figlio di Germano, Giustino, svelandogli i loro piani. Questi immediatamente ne informò il padre, il quale a sua volta lo riferì al comes excubitorum Marcello. In modo da ottenere ulteriori informazioni sulle loro intenzioni, Germano incontrò di persona i cospiratori, mentre un fidato subordinato di Marcello era nascosto nelle vicinanze per ascoltare di nascosto la conversazione. Anche se Marcello era riluttante a informare Giustiniano senza prove ulteriori, alla fine rivelò la cospirazione all'imperatore. Giustiniano ordinò che i cospiratori fossero imprigionati e interrogati, ma per il resto furono trattati con indulgenza. Artabane fu privato delle sue cariche e confinato nel palazzo sotto sorveglianza, ma fu ben presto perdonato.
Nel 550 Artabane fu nominato magister militum per Thracias e gli fu affidato il comando di una spedizione in Sicilia (in quel momento invasa dal re degli Ostrogoti Totila) in sostituzione del senatore anziano Liberio. Artabane non riuscì a raggiungere la spedizione prima che salpasse per la Sicilia, e la sua stessa flotta fu colta e dispersa da alcune gravi tempeste nel Mar Ionio. Al suo arrivo in Sicilia assunse il comando delle truppe bizantine di stanza nella regione. Assediò le fortezze presidiate dalle guarnigioni gotiche lasciate da Totila quando lasciò l'isola e le costrinse in breve tempo alla resa. Nei due anni successivi rimase in Sicilia. Secondo Procopio, gli abitanti della città di Crotone, che in quel momento era assediata dai Goti, gli inviarono ripetutamente richieste di soccorso, ma decise di non intervenire.
Nel 553 lasciò la Sicilia e si recò nell'Italia peninsulare, dove si unì all'esercito di Narsete come uno dei suoi generali. Dovendo fronteggiare l'invasione franco-alemanna, nell'estate del 553 Narsete ordinò ad Artabane e ad altri generali di occupare i passi degli Appennini e di ostacolare l'avanzata del nemico; in seguito alla sconfitta di un contingente bizantino a Parma, tuttavia, gli altri generali bizantini si ritirarono a Faventia, fino all'arrivo di un inviato di Narsete che li convinse a spostarsi di nuovo nell'area di Parma. Nel 554 Artabane era stazionato a Pisaurum con truppe bizantine e unne. A Fanum tese una imboscata all'avanguardia dell'esercito franco-alemanno di Leutari, che stava ritornando in Gallia da una spedizione di saccheggio nell'Italia Meridionale. A causa dell'imboscata l'avanguardia nemica subì pesanti perdite e diversi prigionieri approfittarono della confusione per fuggire con gran parte del bottino franco-alemanno. Tuttavia Artabane, essendo in inferiorità numerica, decise di non affrontare il grosso dell'esercito di Leutari. Marciò allora verso sud e si unì al grosso dell'esercito bizantino, condotto da Narsete, accompagnandolo nelle operazioni militari contro l'armata franco-alemanna condotta da Butilino. Nella battaglia del Volturno (554), conclusasi con la decisiva vittoria bizantina, comandava con Valeriano la cavalleria del fianco sinistro bizantino. Erano nascosti nei boschi, come parte dello stratagemma di Narsete di attaccare alle spalle i franco-alemanni e accerchiarli. Niente è noto su di lui in seguito alla sua partecipazione alla battaglia del Volturno.